# Grille (Yate 1935)
El Grille (1935)  fue un Yate de Aviso alemán utilizado por la Kriegsmarine como buque escuela para cadetes y ocasionalmente para recreo y representación gubernamental de Adolf Hitler principalmente en las revistas navales en el periodo previo a la Segunda Guerra Mundial.      
Sirvió como cañonero y minador en algunas operaciones navales en la primera fase del conflicto y sobre su cubierta Karl Dönitz anunció oficialmente el fallecimiento del Führer en mayo de 1945. 

## Historia
El 15 de marzo de 1934, el astillero Blohm & Voss colocó la quilla del casco nº 500 que iba a ser concebido como un Yate de Estado o de representación gubernamental, en reemplazo del crucero Freya que suplía esas funciones.  Se le denominó Grille que literalmente significaba "saltamontes" y una segunda interpretación posible era "capricho".
Para cuando se puso la quilla del Grille en 1934, el concepto de diseño de este tipo de embarcaciones como un Yate de Aviso o de prestigio, tan usado en el siglo XIX y a principios del siglo XX  estaba ya obsoleto y  pertenecía al pasado de los gobiernos imperiales.
Sin embargo, el Grille ya estaba en fase de construcción para cuando el gobierno de Hitler ya se asentó en el poder y lo recibió en 1935 como tal, pero fue destinado a fungir primariamente como buque escuela de cadetes.
Hitler, quien era de mentalidad estrictamente mediterránea (se mareaba) lo usó muy rara vez como vapor de recreo; pero si como lugar de  reuniones entre el Führer y el OKW así  como de representación para revistas navales. 
El Grille estaba inicialmente armado con tres cañones de 127 mm, 6 cañones antiaéreos de 37,5 mm y dos ametralladoras de 20 mm. Adicionalmente tenía la capacidad de operar como minador, portando 280 minas a popa.
Las líneas del Grille eran muy imponentes, tenía una popa lanzada (para minador) y su largo castillo de proa se extendía a popa en forma de cubierta de voladizo, la cual portaba los botes de servicio,  confiriéndole de este modo un aspecto de yate de paseo.
Hitler le llamaba el Cisne blanco del Báltico. Combinaba el lujo de un yate de placer destinado para las altas personalidades de la cúpula del nazismo con la marcialidad y sobriedad de un buque militar.
La propulsión se basaba en una maquinaría de vapor de calderas Benson de alta presión reguladas por un complicado sistema que exigía una alta especialización de los técnicos a bordo. Tenía 35 camarotes a todo lujo (incluido el privado de Hitler)  más el alojamiento de la tripulación. Su cocina era totalmente eléctrica, contaba con servicio de lavandería, talleres de reparación, enfermería y una planta desaladora de 24 m³ por día. Los pisos estaban completamente alfombrados y el privado de Hitler constaba de una antesala, estudio y dormitorio con baño privado.
Su tripulación constaba de miembros muy selectos que debían cumplir los mismos requisitos para ingresar a las Waffen SS y se les exigía una presentación impecable en todo momento. 
El Grille fue usado no solo por Hitler, si no además por otras personalidades tales como Joseph Goebbels, Himmler e incluso Hermann Göring.
El Grille fue usado por Hitler en contadas ocasiones; para un crucero corto a Reikiavik con el ministro von Blomberg. 
El 30 de mayo de 1936, Hitler y su Estado Mayor lo usaron para conmemorar la Batalla de Skagerrak.
El Grille, embarcó una delegación y cumplió funciones de representación de la bandera nazi,  el 12 de mayo de 1937, en la coronación del Rey Jorge VI.
Hitler nuevamente lo usó para el momento de la botadura del crucero pesado Prinz Eugen en 1938, curiosamente el comandante del Grille, Helmuth Brinkmann iba a ser comandante del crucero en 1940.
Para el comienzo de la Segunda Guerra Mundial, el Grille permaneció en Kiel y por orden de Hitler, se le mantuvo su presentación original inalterada  (casco blanco y chimenea en amarillo ocre) sin aplicar camuflaje de guerra tal como se hacía a los demás buques de la Kriegsmarine. 
El 1 de septiembre de 1939, Hitler mismo emitió la orden al Grille de estar preparado en todo momento para el combate, de este modo pasó a ser una nave de guerra más de la Kriegsmarine. 
La primera función de guerra del Grille fue el minado de las aguas de acceso a Wilhelmshaven.  El 3 de septiembre escoltado por destructores realizó labores de minado en el Mar del Norte con vistas a la Invasión de Noruega.  En la noche del día siguiente, el Grille embistió un buque danés que embarcaba cientos de cerdos en pie y tuvo que volverse a Wilhelmshaven para reparaciones.  De vuelta a la acción, el Grille fue enviado al golfo de Finlandia a la espera de órdenes; pero el navió se vio rodeado de témpanos cuasiencallando y tuvo que volver con una tripulación al borde del congelamiento.
Mientras el Grille esperaba el desenlace de la Operación León Marino con vistas a la Invasión de Inglaterra, se le puso en condiciones de representación, ya que Hitler deseaba remontar en sus cubiertas por el Támesis para ir a ocupar el castillo de Windsor como sede de gobierno. Ante el fracaso de la operación, el Grille volvió a las labores de minado.
En 1942, el gran almirante Erich Raeder  utiliza al Grille como buque-cuartel de operaciones y lo hace pintar de gris naval,  Reader se basa en Narvik  para el control de la Invasión a Dinamarca.  Cuando el almirante Karl Dönitz le reemplaza el 30 de enero de 1943, envía al Grille para que ejerza las funciones de un buque tender de submarinos a Trondheim, Noruega donde permanece hasta 1945.
El 1 de mayo de 1945, Karl Dönitz anuncia en sus cubiertas al mundo que Hitler había muerto siendo su última función oficial como buque de representación alemán en Assenfjord cerca del puerto de Trondheim.
El Grille fue requisado como botín de guerra por los británicos y llevado con su tripulación alemana al mando de oficiales de la Royal Navy a  Hartlepool, Condado de Durham donde permaneció en notable estado de abandono.  En 1947 fue puesto a remate al mejor postor y un comerciante libanés llamado Arida,  representante del rey Farouk,  lo adquirió a la suma de £ 357.000 con la intención o pretexto  de convertirlo en un casino flotante.  Al llegar a Beirut, el Grille fue objeto de un atentado con minas magnéticas por parte de opositores al rey, por lo que el rey perdió todo el ínteres en el Grille dejando a su comprador atado a un buque sin dueño.  Arida lo llevó a New York con la esperanza de que alguien se interesara y permaneció amarrado aun muelle en el río Delaware.
En 1951, el Grille fue desguazado parcialmente, en un astillero en el mismo río Delaware.  Su casco permaneció hasta 1956 hasta que fue desmantelado totalmente en Bodenstown, New Jersey.